# Hall-tétel
A matematikában a Hall-tétel (1935, Philip Hall) egy kombinatorikai állítás, ami feltételt ad arra, hogy mikor lehet kiválasztani egy adott halmaz valahány nem feltétlenül diszjunkt részhalmazából különböző elemeket.
Legyen S = {S1, S2, … } egy (nem feltétlenül megszámlálható) halmaza egy M halmaz véges részhalmazainak. A diszjunkt reprezentáns rendszer (innentől DRR) egy olyan X = {x1, x2, …} halmaza M-beli páronként diszjunkt elemeknek, melyekre |X| = |S|, és minden i-re xi eleme Si-nek teljesül.
Az S halmaz teljesíti a Hall-feltételt, ha S minden T = {Ti } részhalmazára:
{\displaystyle |\bigcup T_{i}|\geq |T|} (vagyis bármely n részhalmaz együtt legalább n elemből áll)
A Hall-tétel azt állítja, hogy akkor és csak akkor létezik diszjunkt reprezentáns rendszer X = {xi}, ha S teljesíti a Hall-feltételt.
Például: Legyen S1 = {1, 2, 3}, S2 = {1, 4, 5}, S3 = {3, 5}.
Erre az S = {S1, S2, S3} halmazra, egy megfelelő DRR az {1, 4, 5} (Nem csak ez az egy DRR lehetséges: a {2, 1, 3} ugyanúgy jó lenne).
A leggyakoribb példa a Hall-tétel alkalmazására, ha elképzelünk egy-egy n tagú férfiakból, illetve nőkből álló csoportot. Minden nő boldogan hozzámenne a férfiak egy bizonyos részhalmazához, és minden férfi boldogan elvenne bármely nőt, aki hozzá akarna menni. Gondoljuk meg, mikor lenne lehetséges úgy összeházasítani a férfiakat a nőkkel, hogy mindenki boldog legyen.
Ha Mi lesz az a halmaza a férfiaknak, akikkel az i-edik nő boldogan összeházasodna, akkor a tétel állítása szerint akkor és csak akkor tudna minden nő boldogan férjhez menni, ha az {Mi} halmazok halmaza kielégíti a Hall-feltételt.
A Hall-feltétel jelen esetben bármely {\displaystyle I} részhalmazára a nőknek, azon férfiak száma, akik az {\displaystyle I}-beli nők közül legalább egyet elvennének ({\displaystyle \scriptstyle {|\bigcup \limits _{i\in I}T_{i}|}}) legyen legalább akkora, mint a nők ezen részhalmazának elemszáma, {\displaystyle \scriptstyle |I|=|\{T_{i}:i\in I\}|}. Az természetes, hogy a feltétel szükséges, hiszen enélkül nem lenne elég az {\displaystyle I}-beli nők között szétosztható férfi. Annál érdekesebb, hogy a feltétel elégséges is.
A tételnek vannak egyéb alkalmazásai is. Például vegyünk egy csomag francia kártyát, és osszuk szét őket 13 darab csoportba, minden csoportba 4-et téve. Ezek után a Hall-tételt használva láthatjuk, hogy lehetséges minden csoportból 1-1 kártyát úgy kiválasztani, hogy a 13 kiválasztott kártya közül minden kártyaértékből pontosan 1 szerepeljen (ász, 2, 3, …, dáma, király).
Absztraktabb példaként legyen G egy csoport és H egy véges részcsoportja G-nek. Ekkor a tétel segítségével megmutathatjuk, hogy létezik olyan X halmaz, ami egyaránt DRR-je a H G-beli jobb és bal oldali mellékosztályainak.
A tétel a megbízatási problémára is alkalmazható: Adott n alkalmazott halmaza, és mindhez egy lista, hogy kit mire lehet alkalmazni. Akkor és csak akkor tudunk mindenkinek a képességeihez megfelelő munkát adni, ha k (1…n) minden értékére bármely k db lista összesen legalább k db munkát tartalmaz.
A még általánosabb problémára, melyben (nem feltétlenül különböző) elemeket kell kiválasztani halmazok egy halmazából, általában csak a csoportaxiómákat feltéve alkalmazhatjuk.

## Bizonyítás
A Hall-tétel véges esetét fogjuk az |S|-re, azaz {\displaystyle S} elemszámára vonatkozó indukcióval bizonyítani. A végtelen eset a kompaktsági tétel segítségével történik.
A tétel triviálisan igaz az |S| = 0 esetben.
Feltesszük, hogy a tétel minden |S| < n értékre igaz, ekkor |S| = n-re bizonyítunk.
Először nézzük, mi van akkor, ha az alábbi {\displaystyle \left\vert \cup T\right\vert \geq \left\vert T\right\vert +1} erősebb feltételt tesszük fel minden {\displaystyle \emptyset \neq T\subset S}-re. Vegyük bármely {\displaystyle x\in S_{n}} -et is {\displaystyle S_{n}} reprezentánsának; a DRR-t
{\displaystyle S'=\left\{S_{1}\setminus \{x\},\ldots ,S_{n-1}\setminus \{x\}\right\}} -ből kell választanunk.
De, ha
{\displaystyle \{S_{j_{1}}\setminus \{x\},...,S_{j_{k}}\setminus \{x\}\}=T'\subseteq S'}
, akkor a feltevésünk szerint
{\displaystyle \left\vert \cup T'\right\vert \geq \left\vert \cup _{i=1}^{k}S_{j_{i}}\right\vert -1\geq k}.
A tétel már bizonyított esetét {\displaystyle S'}-re alkalmazva látható, hogy találhatunk megfelelő DRR-t {\displaystyle S'}-höz.
Egyébként bizonyos {\displaystyle \emptyset \neq T\subset S} értékekre az éles egyenlőség áll fent {\displaystyle \left\vert \cup T\right\vert =\left\vert T\right\vert }.
{\displaystyle T}-n belül már bármely {\displaystyle T'\subseteq T\subset S}-re beláttuk
{\displaystyle \left\vert \cup T'\right\vert \geq \left\vert T'\right\vert }-t, így a tétel már bizonyított esete alapján választhatunk DRR-t {\displaystyle T} számára.
Az maradt hátra, hogy találjunk egy DRR-t {\displaystyle S\setminus T}-hez, ami nélkülözi {\displaystyle \cup T} összes elemét (ezek az elemek {\displaystyle T} SDR-ében vannak benne). Ahhoz, hogy (újfent) fel tudjuk használni a tétel már bizonyított esetét, meg kell mutatnunk, hogy bármely {\displaystyle T'\subseteq S\setminus T}-re, {\displaystyle \cup T} elemeinek figyelembe vétele nélkül is marad elég elem {\displaystyle \cup T'}-ben: azaz {\displaystyle \left\vert \cup T'\setminus \cup T\right\vert \geq \left\vert T'\right\vert }-t kell belátnunk.
De
{\displaystyle \left\vert \cup T'\setminus \cup T\right\vert }
{\displaystyle =\left\vert \bigcup (T\cup T')\right\vert -\left\vert \cup T\right\vert \geq \left\vert T\cup T'\right\vert -\left\vert T\right\vert }
{\displaystyle =\left\vert T\right\vert +\left\vert T'\right\vert -\left\vert T\right\vert =\left\vert T'\right\vert },
{\displaystyle T} és {\displaystyle T'} diszjunktságát felhasználva. Így a tétel már bizonyított esetét felhasználva látható, hogy {\displaystyle S\setminus T}-hez tényleg létezik megfelelő DRR, amely {\displaystyle \cup T} egyetlen elemét sem tartalmazza.
Ezzel bebizonyítottuk a tételt.

### Következmény
Ha {\displaystyle G(V_{1},V_{2},E)} egy páros gráf, akkor {\displaystyle G}-ben akkor és csak akkor van {\displaystyle V_{1}}-et lefedő párosítás, ha {\displaystyle \vert S\vert \leq \vert N(S)\vert } minden {\displaystyle S\subset V_{1}} részhalmazra.

## Gráfelmélet
A Hall-tételnek főleg a gráfelméleten belül vannak alkalmazásai. Gráfelméleti problémaként így fogalmazhatjuk meg az alapkérdést:
Adott egy páros gráf, G:= (S + T, E), két ugyanakkora méretű csúcshalmazzal, S-sel és T-vel, a kérdés pedig az, hogy létezik-e G-ben teljes párosítás.

Példa egy páros gráfra, ahol a fenti ponthalmaz teljesíti a Hall-feltételt, így létezik őt lefedő párosítás.

A Hall-tétel megadja a választ:
Jelentse {\displaystyle N_{G}(X)} a G-beli X csúcshalmaz szomszédainak számát. A Hall-tétel szerint akkor és csak akkor létezik teljes párosítás G-ben, ha S minden X részhalmazára
{\displaystyle \|X\|\leq \|N_{G}(X)\|}
A tetszőleges gráfokra történő általánosítást a Tutte-tétel teszi lehetővé.

### Egy még általánosabb állítás
Legyen G egy páros gráf, BIPN(X,Y) úgy, hogy X és Y nem feltétlenül azonos méretűek. Ilyenkor G-ben akkor és csak akkor párosíthatók X összes csúcsai Y-beliekkel, ha az X csúcshalmaz kielégíti a Hall-feltételt.
A korábbi jelöléseket használva a Hall-feltétel: minden A részhalmazára X-nek igaz, hogy |Г(A)| {\displaystyle \geq } |A|.

## Logikai ekvivalenciák
Ez a tétel tagja annak a 7 db különösen jelentős kombinatorikai tételnek, amelyek egyébként logikailag ekvivalensek. Ezek:
- Kőnig-tétel
- A Kőnig–Egerváry-tétel (1931) (Kőnig Dénes, Egerváry Jenő)
- Menger–tétel (1927)
- A Maximális folyam–minimális vágás-tétel (Ford-Fulkerson-algoritmus)
- A Birkhoff–Neumann-tétel (1946)
- Dilworth-tétel